# Шерон Ковакс
Шерон Ковакс (Барло, 15 квітня 1990) — відома за артистичним ім'ям Kovacs — нідерландська співачка. У серпні 2014 випустила свій перший сингл My Love, який містить частини з  хабанери Себастіяна Ірад'єра El Arreglito.

## Біографія
У 2013 році Ковакс завершила училище Rock City Institute у Ейндговені. У 2014 працює з продюсером Оскаром Големаном над першим записом My Love, який частково записаний  на Кубі. 1 червня 2014, нідерландська радіостанція NPO 3FM назвала її 3FM Serious Talent. My Love сягнув шостого місця у нідерландському iTunes Chart та першого у грецькому і був трансльований понад 21 мільйонів разів у інтернеті. У 2014 вона грала на різних фестивалях включно з North Sea Jazz  і Lowlands. 2 жовтня вона виграла нагороду Soul & Jazz Award нідерландського радіо NPO Radio 6 у категорії Best Soul & Jazz Talent.
2 квітня 2015 випустила перший альбом Shades Of Black і поїхала у клубний тур  Shades of Black та виступала на різноманітних фестивалях у Європі, Туреччині та Ізраїлі. 
29 жовтня 2016 року оголошена четвертим переможцем European Border Breakers Award.